# 国鉄チ101形貨車
国鉄チ101形貨車（こくてつチ101がたかしゃ）は、かつて日本国有鉄道（国鉄）およびその前身である鉄道省等に在籍した9 t又は10 t積みの長物車である。
本形式と同様の経歴を持つチ211形についても本項目で解説する。

## チ101形
1934年（昭和9年）7月1日に新宮鉄道が国有化され、新宮鉄道に在籍していた20両（チ101 - チ120）がチ101形（チ101 - チ120）と定められた。車番は新宮鉄道時代と同一である。種車は1898年（明治31年）九州鉄道製（チ101 - チ110）、1933年（昭和8年）新宮鉄道工場製（チ111 - チ115）、1933年（昭和8年）新宮鉄道工場製（チ116 - チ120）の3ロットに分けられ、車齢約36年から約1年と新旧雑多であった。
1943年（昭和18年）6月1日に播丹鉄道が、同年8月1日に豊川鉄道がそれぞれ国有化され、播丹鉄道、豊川鉄道に在籍していた14両が本形式（チ121 - チ134）に編入された。
以上合計34両（チ101 - チ134）の車両が運用された。
旧新宮鉄道全車（チ101 - チ120）が1940年（昭和15年）10月19日に一斉に廃車となったが、1941年（昭和16年）3月28日に16両（チ101 - チ109、チ111 - チ117）の車籍が復活した。この際何故か車齢の若い車両の車籍が復活しなかった。
戦後の1950年（昭和25年）に「第二次貨車特別廃車」の対象形式に指定され、5月20日通達「車工第376号」により告示された。（当時の在籍車数は11両であった）同年に最後まで在籍した車両が廃車になり形式消滅した。

## チ211形
1937年（昭和12年）10月1日に北九州鉄道が国有化され、北九州鉄道に在籍していた7 t積みチ211形2両がチ211形（チ211 - チ212）と定められた。車番は北九州鉄道時代と同一である。
1939年（昭和14年）6月15日に2両そろって廃車になり形式消滅した。在籍期間約2年弱と短期間であった。